# Fatin Rüştü Zorlu

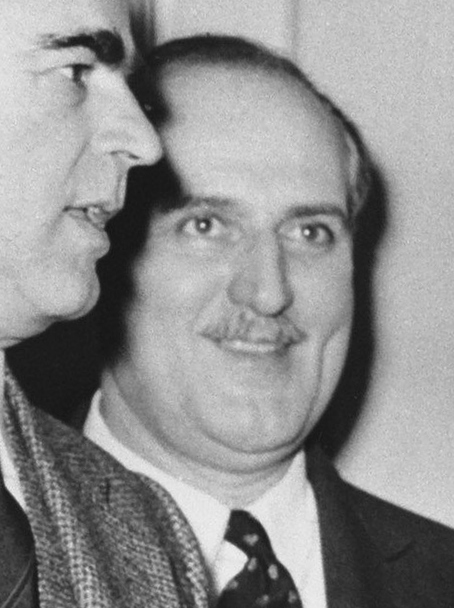
Fatin Rüştü Zorlu (1959)

Fatin Rüştü Zorlu (* 1912 in Istanbul; † 16. September 1961 auf der Insel İmralı) war ein türkischer Diplomat, Politiker und von 1957 bis 1960 Außenminister der Türkei.

## Leben
Fatin wurde in Istanbul geboren. Seine Familie stammte ursprünglich aus Zor, einem Dorf in der Provinz Artvin. Nach seinem Abschluss am Galatasaray-Gymnasium studierte Zorlu Politische Wissenschaft am Institut d’études politiques de Paris in Frankreich und an der Universität Genf in der Schweiz.
Zurück in der Türkei begann Zorlu im Jahre 1932 seine Karriere als Diplomat. Von 1938 an diente er an verschiedenen Posten in den Botschaften und in den Konsulaten in Bern, Paris, Moskau und in Beirut. Nach Beitritt der Türkei zur NATO (1952) wurde er zum türkischen Botschafter bei der NATO ernannt.
1954 wurde Zorlu als Abgeordneter von Çanakkale der Demokrat Parti in das Parlament gewählt. Er diente als stellvertretender Ministerpräsident zwischen 1954 und 1955 und als Außenminister von 1957 bis 1960, bis die türkischen Streitkräfte am 27. Mai 1960 die Regierung des Premierministers Adnan Menderes absetzten.
In den Yassıada-Prozessen wurde Zorlu zum Tode verurteilt und am 16. September 1961 zusammen mit Hasan Polatkan auf der Gefängnisinsel İmralı gehängt. Die Vollstreckung des Todesurteils gegen Adnan Menderes folgte einen Tag später.
Am 17. September 1990 wurden seine Gebeine sowie die von Menderes und Polatkan nach Istanbul überführt und im sogenannten Anıtmezar beigesetzt.

## Auszeichnungen
- Großkreuz des Bundesverdienstkreuzes (1954)
- Italien: Verdienstorden der Italienischen Republik (Großkreuz) (5. November 1957)[2]